# 本川翔太
本川 翔太（もとかわ しょうた、1988年10月22日 - ）は、日本の俳優。フリー。鳥取県出身。
身長185cm。血液型はA型。愛称は「もっさん」。

## 経歴
小学校から大学まで野球に励む。中学1年で一度野球から離れるが、地元にクラブチームができると聞き再び野球の世界へ。倉吉北高等学校時代には第88回全国高等学校野球選手権大会にも出場し、第15号本塁打を放った。
ミュージカル『テニスの王子様』の出演決定を受けて奈良より上京。
かつてはテアトルアカデミーに所属。その後、株式会社GARRABBAに所属していたが、2019年6月13日付で契約を業務提携とし、フリーランスで活動中。2020年3月より業務提携先をアーティストクルーに変更。
2016年4月から2017年4月まで、東京エロティカルパレード。の3人目のvocalとして活動していた。

## 人物
- 体を動かすことが好きでストレッチとランニングを欠かさない。
- 『ファイナルファンタジー』が大好きなゲームっ子[5]。
- 週刊少年ジャンプを愛読しており、特に好きな漫画は『ハイキュー!!』[6]。
- アメスタプレミアム放送『居酒屋もっさん』を不定期で開店していた。
- 鳥が好きで文鳥を二羽飼っている。名前はホッピーとモルル。

## 出演

### 舞台
- 『ミュージカル・テニスの王子様2ndシーズン』 - 黒羽春風 役
  - 青学vs六角（2011年12月17日 - 2012年2月12日、日本青年館 他）
  - 春の大運動会2012（2012年5月13日、有明コロシアム）
  - 青学vs立海（2012年7月13日 - 9月23日、JCBホール 他）
  - SEIGAKU Farewell Party（2012年10月11日 - 14日、JCBホール）
  - Dream Live 2013（2013年4月27日 - 29日・5月3日 - 5日、横浜アリーナ 他）
  - 春の大運動会2014（2014年4月26日、横浜アリーナ）
  - Dream Live 2014（2014年11月15日 - 16日・22日 - 24日、さいたまスーパーアリーナ 他）
- 劇団なんでやねん第3回公演『エレエレエレクション!!』（2012年4月26日 - 30日、シアターブラッツ） - 四条耕平 役
- 『男子ing!!』（2012年11月21日 - 25日、新宿スペース107） - ツヨシ 役
- 『ダブルブッキング！』（2013年1月9日 - 20日、本多劇場 他） - チン・ツーイー 役
- タイツマンズ バラ組LIVE『シュワッチ！』〜目指すはタイツの王子様〜（2013年2月20日 - 3月3日、赤坂 RED THEATER） - 小早川秋秀 役
- 劇団TEAM-ODAC第12回本公演『猫と犬と約束の燈』（2013年7月10日 - 14日、紀伊国屋ホール） - 玄上文将 役
- タンバリンプロデューサーズ第12回公演『鬼切丸』（2013年8月3日 - 11日、吉祥寺シアター） - 赤鬼丸 役
- 『ラズベリーボーイ!!』（2013年10月9日 - 14日、新宿シアターサンモール） - 日野康文 役
- タイツマンズ バラ組LIVE vol.2『イシン！』（2014年2月14日 - 23日、赤坂 RED THEATER） - 坂本龍ルトラマン 役
- 『ラズベリーボーイ!!』（2014年3月9日、俳優座劇場） - ゲスト出演
- 『恋する、プライオリティシート』（2014年4月16日 - 20日、吉祥寺シアター） - 金武啓志 役
- 『刻め、我ガ肌ニ君ノ息吹ヲ』（2014年7月16日 - 21日、俳優座劇場） - 勘兵衛 役
- ツラヌキ怪賊団 5th Navigation『みんなのうた』（2014年9月3日 - 8日、池袋シアターグリーン BIG TREE THEATER） - ヨージ 役
- 『天元突破グレンラガン〜炎撃篇〜』（2014年10月22日 - 27日、全労済ホール スペース・ゼロ） - カミナ 役
- タンバリンステージプレゼンツ『鬼切丸』再演（2015年1月24日 - 2月1日、あうるすぽっと） - 赤鬼丸 役
- ベニバラ兎団 vol.17『SIX DAYS』（2015年4月22日 - 26日、新宿 Theater SUNMALL） - クライフェルト 役
- WATARoomプロデュース 男が泣く理由、教えます『4649』（2015年5月9日、テアトルBONBON） - ゲスト出演
- 『倫敦影奇譚シャーロック・ホームズ 〜銀髪の使者と七人の容疑者〜』（2015年6月17日 - 21日、六行会ホール） - モリアーティ 役
- 『刻め、我ガ肌ニ君ノ息吹ヲ』再演（2015年8月5日 - 9日、シアター1010） - 卜部 役
- 『天元突破グレンラガン〜炎撃篇〜其の弐・其の参』（2015年9月17日 - 22日、シアター1010） - カミナ 役
- 『グラファー』（2015年10月14日 - 18日、キーノート・シアター） - ユウタ 役
- ベニバラ兎団 vol.18『絢爛ベルエポック』（2015年12月16日 - 20日、CBGKシブゲキ!!） - 仁左衛門 役
- ベニバラ兎団 vol.19『平安シャングリラ！〜いいな極楽、鳴くな鶯、宮中烈伝〜』（2016年3月23日 - 27日、銀座 博品館劇場）
- 『グラファー vol.2』（2016年4月20日 - 24日、上野ストアハウス）
- 『チェンジオブワールド』（2016年6月21日 - 26日、日暮里 d-倉庫）
- SEPT Vol.6『SANZ』（2016年8月17日 - 21日、新宿村LIVE）
- ベニバラ兎団 vol.20『パライソの海 - 小さな花の夜露に映る月 - 』（2016年11月30日 - 12月4日、新宿村LIVE）
- 『ダイヤのA The LIVE Ⅳ』（2017年4月6日 - 13日、シアター1010 / 20日 - 23日、梅田芸術劇場シアター ドラマシティ） - 真木洋介 役
- ベニバラ兎団 vol.21～Extra Special Stage～Episode1『破格ノ七人～7/stupid～』（2017年6月7日 - 11日、下北沢小劇場B1） - 主演 晴 役
- 『The Stage 神々の悪戯 太陽と冥府の希望』（2017年8月16日 - 20日、CBGKシブゲキ!!） - トト・カドゥケウス 役
- 『アルカナ・ファミリア 幽霊船の秘密』（2017年9月16日 - 24日、シアターサンモール） - ヨシュア 役
- 『弱虫ペダル』新インターハイ篇 - 古賀公貴 役[7]
  - ～ヒートアップ～（2017年10月19日 - 23日、天王洲 銀河劇場 / 26日 - 29日、大阪メルパルクホール）
  - ～箱根学園王者復格（ザ・キングダム）～（2018年3月2日 - 11日、東京芸術劇場 / 16日 - 18日、新神戸オリエンタル劇場）
  - ～制・限・解・除（リミットブレイカー）～（2019年5月10日 - 19日、シアター1010 / 5月25日 - 26日、浪切ホール）
  - FINAL～POWER OF BIKE～（2020年2月21日 - 23日、天王洲 銀河劇場 / 27日 - 29日、大阪メルパルクホール）
- ハイパープロジェクション演劇『ハイキュー!!』“はじまりの巨人"（2018年4月28日 - 6月17日、日本青年館ホール 他） - 鳴子哲平 役
- 秦組Vol.10『ReBirth』20’s（2018年8月8日 - 14日、下北沢｢劇｣小劇場）
- 『NORN9 ノルン+ノネット』（2018年10月17日 - 21日、草月ホール） - 加賀見一月 役
- ミュージカル座12月公演『ロイヤルホストクラブ』（2018年12月6日 - 10日、IMAホール） - 花咲愛人 役
- Otona Project第二十二弾 演劇ユニット【爆走おとな小学生】第八回全校集会『舞台版「魔法少女（？）マジカルジャシリカ」☆第壱磁マジカル大戦☆』（2019年3月13日 - 3月17日、シアターサンモール） - アメリカンカンカーン 役
- 劇団たいしゅう小説家Presennt`s『FACE of TAILS』（2019年6月26日 - 30日、萬劇場）
- 『CHAIN～因縁の連鎖～』（2019年12月26日 - 30日、浅草九劇） - 落合学 役
- アメツチ企画『あやかしむすび』（2020年4月25日 - 29日、伝承ホール） - 酒呑童子 役　※新型コロナウィルス感染症の流行の影響で中止
- アメツチ企画『あやかしむすび』（2021年10月13日 - 17日、伝承ホール） - 酒呑童子 役
- 『ROOKIES』（2021年11月18日 - 30日、シアター1010 他）
- アメツチ公演『アテルイ』（2024年10月9日 - 13日、こくみん共済 coop ホール/スペース・ゼロ） - セキトウ 役[8]

### ドラマ
- ハンサムセンキョ（2020年10月、tvk） - 目白浩司 役

### DVD
- love×love 男の娘（2014年4月18日）

### ラジオ
- おたママ倶楽部（2013年10月19日・26日）
- B-GENERATION 第27回（2014年2月14日ゲスト）
- ダイヤのＡ The RADIO
  - 第15回（2017年4月13日）
  - 第17回（2017年4月27日）

### CM
- 日本マクドナルド 第二弾 アメリカン・ヴィンテージ 70's（2014年）

### バラエティ
- 明石家さんまの転職DE天職（2014年9月15日） - 高見沢俊彦 役（再現VTR）